# UCI Asia Tour 2019
L'UCI Asia Tour 2019 è stata la quindicesima edizione dell'UCI Asia Tour, uno dei cinque circuiti continentali di ciclismo dell'Unione Ciclistica Internazionale. Era composto da trenta corse che si sono tenute da ottobre 2018 e ottobre 2019 in Asia.

## Calendario

### Ottobre 2018
| Data  | Prova                 | Cat. | Vincitore      | Squadra                     |
| ----- | --------------------- | ---- | -------------- | --------------------------- |
| 23-31 | Tour of Hainan (2018) | 2.HC | Fausto Masnada | Androni Giocattoli-Sidermec |

### Novembre 2018
| Data  | Prova                | Cat. | Vincitore      | Squadra                         |
| ----- | -------------------- | ---- | -------------- | ------------------------------- |
| 4-11  | Tour de Singkarak    | 2.2  | Jesse Ewart    | Team Sapura Cycling             |
| 9-11  | Tour of Quanzhou Bay | 2.2  | Max Stedman    | Canyon Eisberg                  |
| 11    | Tour de Okinawa      | 1.2  | Alan Marangoni | Nippo-Vini Fantini-Europa Ovini |
| 14-18 | Tour of Fuzhou       | 2.1  | Ilya Davidenok | Beijing XDS-Innova Cycling Team |

### Febbraio
| Data  | Prova               | Cat. | Vincitore         | Squadra         |
| ----- | ------------------- | ---- | ----------------- | --------------- |
| 8-12  | Ronda Pilipinas     | 2.2  | Francisco Mancebo | Matrix Powertag |
| 16-21 | Tour of Oman (2019) | 2.HC | Alexey Lutsenko   | Astana Pro Team |

### Marzo
| Data  | Prova           | Cat. | Vincitore       | Squadra             |
| ----- | --------------- | ---- | --------------- | ------------------- |
| 17-21 | Tour de Taiwan  | 2.1  | Jonathan Clarke | Floyd's Pro Cycling |
| 22-24 | Tour de Tochigi | 2.2  | Raymond Kreder  | Team UKYO           |

### Aprile
| Data  | Prova                                                         | Cat. | Vincitore       | Squadra                            |
| ----- | ------------------------------------------------------------- | ---- | --------------- | ---------------------------------- |
| 1-6   | The Princess Maha Chackri Sirindhorn's Cup "Tour of Thailand" | 2.1  | Ryan Cavanagh   | St George Continental Cycling Team |
| 6-13  | Tour de Langkawi (2019)                                       | 2.HC | Benjamin Dyball | Team Sapura Cycling                |
| 17-21 | Tour de Iskandar Johor                                        | 2.2  | Mario Vogt      | Team Sapura Cycling                |

### Maggio
| Data  | Prova           | Cat. | Vincitore      | Squadra                             |
| ----- | --------------- | ---- | -------------- | ----------------------------------- |
| 19-26 | Tour of Japan   | 2.1  | Chris Harper   | Team BridgeLane                     |
| 23-26 | PRUride PH      | 2.2  | Marcelo Felipe | 7 Eleven–Cliqq Roadbike Philippines |
| 26-30 | Tour of Taiyuan | 2.2  | Cameron Piper  | Team Illuminate                     |
| 30-2  | Tour de Kumano  | 2.2  | Orluis Aular   | Matrix Powertag                     |

### Giugno
| Data  | Prova             | Cat. | Vincitore        | Squadra                     |
| ----- | ----------------- | ---- | ---------------- | --------------------------- |
| 12-16 | Tour de Korea     | 2.1  | Filippo Zaccanti | Nippo-Vini Fantini-Faizanè  |
| 14-18 | Tour de Filipinas | 2.2  | Jeroen Meijers   | Taiyuan Miogee Cycling Team |

### Luglio
| Data  | Prova                       | Cat. | Vincitore         | Squadra            |
| ----- | --------------------------- | ---- | ----------------- | ------------------ |
| 14-27 | Tour of Qinghai Lake (2019) | 2.HC | Robinson Chalapud | Medellín           |
| 21    | Tokyo 2020 Test Event       | 1.2  | Diego Ulissi      | Selezione italiana |

### Agosto
| Data  | Prova              | Cat. | Vincitore     | Squadra                 |
| ----- | ------------------ | ---- | ------------- | ----------------------- |
| 11    | Oita Urban Classic | 1.2  | Drew Morey    | Terengganu Cycling Team |
| 19-23 | Tour d'Indonesia   | 2.1  | Thomas Lebas  | Kinan Cycling Team      |
| 30-31 | Tour of Almaty     | 2.1  | Yuriy Natarov | Astana Pro Team         |

### Settembre
| Data  | Prova            | Cat. | Vincitore                    | Squadra                     |
| ----- | ---------------- | ---- | ---------------------------- | --------------------------- |
| 2-4   | Tour de Xingtai  | 2.2  | Carlos Cobos                 | Vigo-Rias Baixas            |
| 6-8   | Tour de Hokkaido | 2.2  | Filippo Zaccanti             | Nippo-Vini Fantini-Faizanè  |
| 7-14  | Tour of China I  | 2.1  | Jeroen Meijers               | Taiyuan Miogee Cycling Team |
| 16-22 | Tour of China II | 2.1  | Xianjing Lyu                 | Hengxiang Cycling Team      |
| 18-21 | Tour de Siak     | 2.2  | Nur Amirul Fakhruddin Mazuki | Terengganu Cycling Team     |

### Ottobre
| Data  | Prova                     | Cat. | Vincitore                                        | Squadra                                          |
| ----- | ------------------------- | ---- | ------------------------------------------------ | ------------------------------------------------ |
| 2-6   | Tour of Iran (Azarbaijan) | 2.1  | Savva Novikov                                    | Lokosphinx                                       |
| 8-12  | Jelajah Malaysia          | 2.2  | Annullata per mancanza di sponsor                | Annullata per mancanza di sponsor                |
| 9-16  | Tour of Taihu Lake        | 2.1  | Dylan Kennett                                    | St George Continental Cycling Team               |
| 12-13 | Hammer Hong Kong          | 2.1  | Annullata a causa di potenziali disordini civili | Annullata a causa di potenziali disordini civili |
| 20    | Japan Cup Cycle Road Race | 1.HC | Bauke Mollema                                    | Trek-Segafredo                                   |

## Classifiche
Classifiche finali
| Pos. | Corridore            | Squadra     | Punti  |
| ---- | -------------------- | ----------- | ------ |
| 1    | Aleksej Lucenko      | Astana      | 1 688  |
| 2    | Lü Xianjing          | Hengxiang   | 508    |
| 3    | Evgenij Gidič        | Astana      | 362.67 |
| 4    | Nariyuki Masuda      | Utsonomiya  | 297.17 |
| 5    | Chun Kai Feng        | Bahrain     | 280    |
| 6    | Choon Huat Goh       | Terengganu  | 260    |
| 7    | Vadim Pronskiy       | Vino-Astana | 250    |
| 8    | Mohammad Ganjkhanlou | Foolad      | 235    |
| 9    | Dmitrij Gruzdev      | Astana      | 226.67 |
| 10   | Daniil Fominych      | Astana      | 225.67 |

| Pos. | Squadra                    | Punti    |
| ---- | -------------------------- | -------- |
| 1    | Terengganu Inc-TSG         | 2 658    |
| 2    | Team Sapura Cycling        | 1 822.26 |
| 3    | Team UKYO                  | 935.17   |
| 4    | Matrix Powertag            | 813      |
| 5    | HKSI Pro Cycling Team      | 735      |
| 6    | Vino-Astana Motors         | 725      |
| 7    | Kinan Cycling Team         | 695      |
| 8    | VIB Sports                 | 636      |
| 9    | Hengxiang Cycling Team     | 590      |
| 10   | Interpro Stradalli Cycling | 534      |

| Pos. | Nazione             | Punti    |
| ---- | ------------------- | -------- |
| 1    | Kazakistan          | 3 259.35 |
| 2    | Iran                | 990      |
| 3    | Giappone            | 906.17   |
| 4    | Cina                | 744      |
| 5    | Hong Kong           | 719      |
| 6    | Corea del Sud       | 619.51   |
| 7    | Mongolia            | 593      |
| 8    | Emirati Arabi Uniti | 517.5    |
| 9    | Taiwan              | 514      |
| 10   | Singapore           | 505      |